# Copa Europa de Fútbol de ConIFA 2022
La Sportsbet.io Copa Europa de Fútbol de ConIFA de 2021, más tarde renombrada Copa Europa de Fútbol de ConIFA de 2022 sería la cuarta edición de la Copa Europa de Fútbol de ConIFA. El campeonato se desarrollaría en Niza.
Inicialmente se jugaría del 9 al 19 de junio de 2021, se pospuso del 7 al 17 de julio de 2021 debido a la pandemia en curso y finalmente se canceló el 6 de mayo de 2021.
Los organizadores declararon que esperaban tomar la decisión de realizar la competencia en 2022, para agosto de 2022. El 10 de enero de 2022, ConIFA anunció en las redes sociales que la competencia se llevaría a cabo entre el 3 y el 12 de junio de 2022 y había sido rebautizada como ConIFA Euro 2022, en Niza, como estaba planeado. Menos de 1 mes antes de que comenzara el torneo, ConIFA anunció problemas de organización con respecto a los anfitriones Niza. El torneo finalmente fue cancelado, y el 29 de octubre de 2022 ConIFA anunció que la edición de 2023 se jugaría en Chipre del Norte.

## Sede
| Ciudad | Estadio       | Capacidad |
| ------ | ------------- | --------- |
| Niza   | Stade de Nice | 38.223    |

## Participantes
En cursiva los equipos debutantes.
| Equipos participantes | Equipos participantes | Equipos participantes | Equipos participantes |
| --------------------- | --------------------- | --------------------- | --------------------- |
| Niza                  | Laponia               | País Sículo           | -                     |
| Dos Sicilias          | Padania               | Isla de Elba          | Armenia Occidental    |
| Sicilia               | Cornualles            | Artsaj                | Rutenia Subcarpática  |

- Chipre del Norte se retiró del torneo después del sorteo. Fue reemplazado por Dos Sicilias.

- Hay dos equipos de reserva adicionales en caso de que más equipos se retiren del torneo,  Rutenia Subcarpática y  Pueblo Gitano.

- En abril de 2022,  Abjasia ,  Osetia del Sur y  Cameria se retiraron. La razón oficial dada fue "problemas organizativos". Fueron reemplazados por  Rutenia Subcarpática,  Isla de Elba y  Sicilia.

- En mayo de 2022,  Cerdeña se retiró del torneo por "razones de seguridad".[9]

## Fase de grupos

### Grupo A
| Selección    | PJ | PG | PE | PP | GF | GC | Dif. | Pts |
| ------------ | -- | -- | -- | -- | -- | -- | ---- | --- |
| Niza         | 0  | 0  | 0  | 0  | 0  | 0  | +0   | 0   |
| Dos Sicilias | 0  | 0  | 0  | 0  | 0  | 0  | +0   | 0   |
| -            | 0  | 0  | 0  | 0  | 0  | 0  | +0   | 0   |

| 9 de junio de 2021 |  | vs. |  |  |  |

| 10 de junio de 2021 |  | vs. |  |  |  |

| 11 de junio de 2021 |  | vs. |  |  |  |

### Grupo B
| Selección   | PJ | PG | PE | PP | GF | GC | Dif. | Pts |
| ----------- | -- | -- | -- | -- | -- | -- | ---- | --- |
| Sicilia     | 0  | 0  | 0  | 0  | 0  | 0  | +0   | 0   |
| Laponia     | 0  | 0  | 0  | 0  | 0  | 0  | +0   | 0   |
| País Sículo | 0  | 0  | 0  | 0  | 0  | 0  | +0   | 0   |

| 9 de junio de 2021 |  | vs. |  |  |  |

| 10 de junio de 2021 |  | vs. |  |  |  |

| 11 de junio de 2021 |  | vs. |  |  |  |

### Grupo C
| Selección    | PJ | PG | PE | PP | GF | GC | Dif. | Pts |
| ------------ | -- | -- | -- | -- | -- | -- | ---- | --- |
| Isla de Elba | 0  | 0  | 0  | 0  | 0  | 0  | +0   | 0   |
| Artsaj       | 0  | 0  | 0  | 0  | 0  | 0  | +0   | 0   |
| Cornualles   | 0  | 0  | 0  | 0  | 0  | 0  | +0   | 0   |

| 9 de junio de 2021 |  | vs. |  |  |  |

| 10 de junio de 2021 |  | vs. |  |  |  |

| 11 de junio de 2021 |  | vs. |  |  |  |

### Grupo D
| Selección            | PJ | PG | PE | PP | GF | GC | Dif. | Pts |
| -------------------- | -- | -- | -- | -- | -- | -- | ---- | --- |
| Padania              | 0  | 0  | 0  | 0  | 0  | 0  | +0   | 0   |
| Armenia Occidental   | 0  | 0  | 0  | 0  | 0  | 0  | +0   | 0   |
| Rutenia Subcarpática | 0  | 0  | 0  | 0  | 0  | 0  | +0   | 0   |

| 9 de junio de 2021 |  | vs. |  |  |  |

| 10 de junio de 2021 |  | vs. |  |  |  |

| 11 de junio de 2021 |  | vs. |  |  |  |

## Fase final

### Cuartos de final
| 15 de junio de 2021 |  | vs. |  |  |  |

| 15 de junio de 2021 |  | vs. |  |  |  |

| 15 de junio de 2021 |  | vs. |  |  |  |

| 15 de junio de 2021 |  | vs. |  |  |  |

### Semifinales
| 17 de junio de 2021 |  | vs. |  |  |  |

| 17 de junio de 2021 |  | vs. |  |  |  |

### Disputa del tercer lugar
| 19 de junio de 2021 |  | vs. |  |  |  |

### Final
| 19 de junio de 2021 |  | vs. |  |  |  |

## Rondas de colocación

### Primera ronda
| 0 de junio de 2021 |  | vs. |  |  |  |

| 0 de junio de 2021 |  | vs. |  |  |  |

| 0 de junio de 2021 |  | vs. |  |  |  |

| 0 de junio de 2021 |  | vs. |  |  |  |

### Segunda ronda
| 0 de junio de 2021 |  | vs. |  |  |  |

| 0 de junio de 2021 |  | vs. |  |  |  |

| 0 de junio de 2021 |  | vs. |  |  |  |

| 0 de junio de 2021 |  | vs. |  |  |  |

## Clasificación final
| Pos | Equipo       | PJ | G | E | P | GF | GC | DG | Pts |
| --- | ------------ | -- | - | - | - | -- | -- | -- | --- |
| 1   | Bandera de ? | 0  | 0 | 0 | 0 | 0  | 0  | +0 | 0   |
| 2   | Bandera de ? | 0  | 0 | 0 | 0 | 0  | 0  | +0 | 0   |
| 3   | Bandera de ? | 0  | 0 | 0 | 0 | 0  | 0  | +0 | 0   |
| 4   | Bandera de ? | 0  | 0 | 0 | 0 | 0  | 0  | +0 | 0   |
| 5   | Bandera de ? | 0  | 0 | 0 | 0 | 0  | 0  | +0 | 0   |
| 6   | Bandera de ? | 0  | 0 | 0 | 0 | 0  | 0  | +0 | 0   |
| 7   | Bandera de ? | 0  | 0 | 0 | 0 | 0  | 0  | +0 | 0   |
| 8   | Bandera de ? | 0  | 0 | 0 | 0 | 0  | 0  | +0 | 0   |
| 9   | Bandera de ? | 0  | 0 | 0 | 0 | 0  | 0  | +0 | 0   |
| 10  | Bandera de ? | 0  | 0 | 0 | 0 | 0  | 0  | +0 | 0   |
| 11  | Bandera de ? | 0  | 0 | 0 | 0 | 0  | 0  | +0 | 0   |
| 12  | Bandera de ? | 0  | 0 | 0 | 0 | 0  | 0  | +0 | 0   |